# Ciry-Salsogne
Ciry-Salsogne é uma comuna francesa na região administrativa de Altos da França, no departamento de Aisne.